# Carboncillo

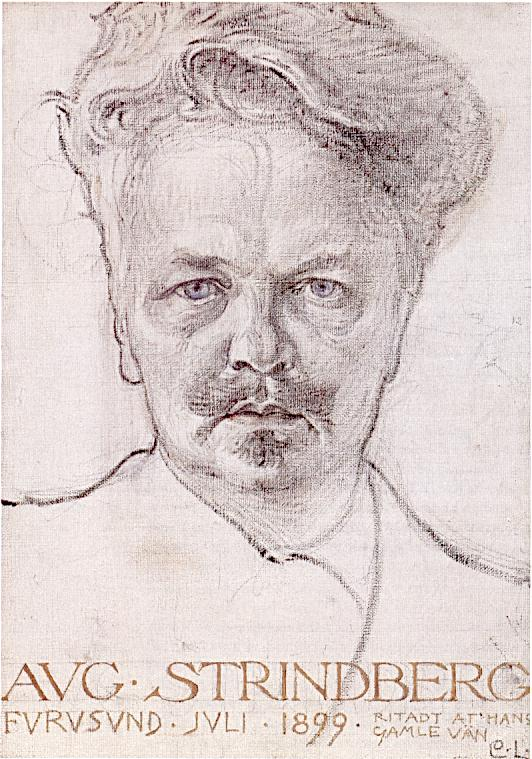
Retrato de August Strindberg por Carl Larsson (1899). Carboncillo y óleo sobre lienzo 56 × 39 cm.

En arte, sobre todo en el dibujo o la pintura, el carboncillo es el «palillo de brezo, sauce u otra madera ligera», como  olivo o abedul, carbonizado, usado para aplicar los trazos del dibujo. También puede referirse a la obra creada con él. Aunque es utilizado típicamente para realizar el boceto, también puede presentarse como obra acabada, habitualmente junto con otros materiales como sanguina o lápiz, y es especialmente valorado para realizar retratos.

## Historia
En su tratado técnico, Il libro dell'arte (El libro del arte), de principios del siglo XV, Cennino Cennini recomendaba atar un carboncillo de sauce a una caña para poder distanciarse de la superficie al pintar –en su época sobre tabla o al fresco– y trazar así el dibujo preparatorio con el carboncillo en una mano y con una pluma de ave en la otra, para borrar el trazo si fuese necesario.

## Propiedades
Como material empleado en dibujo, mientras el carbono cristalizado del grafito usado en lápices permite moverse con facilidad sobre el papel y  trazar líneas precisas, y más finas, gracias a la posibilidad de afilar el lapicero, el carboncillo deja trazos más gruesos e imprecisos. Asimismo, se presta al difumino, permitiendo así efectos y tonos variados.
Por otra parte, el negro del grafito tiende a dejar un lustre metálico y gris, mientras el carboncillo es negro.

## Técnicas
Según cuenta el poeta Paul Valéry, Degas explicaba su pintura como el resultado de una serie de operaciones que comenzaban por la definición del dibujo a carboncillo sobre papel, preferentemente papel de calco. Hecho el primer dibujo, y siempre sobre el mismo papel, sin servirse de otros dibujos o estudios aparte, realizaba también a carboncillo las correcciones o ajustes que estimase oportunos, reforzando los trazos iniciales. Una vez completo el dibujo, podía aplicar el color en sus pinturas al pastel de forma convencional o por medio de un procedimiento de su invención, aplicando el fijador en capas sucesivas desde el dibujo inicial, y coloreando sobre el fijador, de modo que el dibujo a carboncillo se mantiene «congelado» o sellado sin alteraciones bajo las sucesivas capas de color.